# Limosella curdieana
Limosella curdieana är en flenörtsväxtart som beskrevs av Ferdinand von Mueller. Limosella curdieana ingår i släktet ävjebroddar, och familjen flenörtsväxter. Inga underarter finns listade i Catalogue of Life.